# Nono Zammit
Pour les articles homonymes, voir Zammit.
Norbert Raphaël Zammit dit Nono Zammit, né le 31 mai 1921 à Arcueil (Val-de-Marne) et mort le 15 mars 2016 à Cricquebœuf (Calvados), est un acteur français.

## Filmographie

### Cinéma
- 1953 : Belle Mentalité ! d'André Berthomieu
- 1953 : Le Portrait de son père d'André Hunebelle : un homme
- 1953 : L'Œil en coulisses d'André Berthomieu
- 1954 : Poisson d'avril de Gilles Grangier : M. Gauthier
- 1955 : Les deux font la paire d'André Berthomieu
- 1956 : La Joyeuse Prison d'André Berthomieu
- 1956 : À la Jamaïque d'André Berthomieu : l'imprésario d'Olivia
- 1956 : Cinq millions comptant d'André Berthomieu : un employé de Télé-Mondial
- 1956 : La vie est belle de Roger Pierre et Jean-Marc Thibault
- 1956 : Nous autres à Champignol de Jean Bastia
- 1957 : Vive les vacances ! de Jean-Marc Thibault
- 1958 : En légitime défense d'André Berthomieu
- 1958 : Les Motards de Jean Laviron
- 1959 : Certains l'aiment froide de Jean Bastia
- 1959 : Les Héritiers de Jean Laviron : le chef des gardes
- 1960 : Les Tortillards de Jean Bastia : l'acteur
- 1961 : Les Livreurs de Jean Girault
- 1961 : La Belle Américaine de Robert Dhéry : le pompiste
- 1961 : Un cheval pour deux de Jean-Marc Thibault
- 1961 : Une grosse tête de Claude de Givray
- 1962 : Comment réussir en amour de Michel Boisrond : un agent
- 1962 : Les Veinards, sketch : "Le gros lot" de Jack Pinoteau : un agent
- 1963 : Trois de perdues (Tre piger i Paris) de Gabriel Axel
- 1963 : Bébert et l'Omnibus de Yves Robert : un contrôleur SNCF
- 1964 : Les Mordus de Paris de Pierre Armand
- 1964 : Yoyo de Pierre Étaix : un artiste du cirque
- 1964 : Moi et les hommes de quarante ans de Jack Pinoteau : Victor
- 1964 : Cent briques et des tuiles de Pierre Grimblat
- 1965 : La Communale de Jean L'Hôte
- 1966 : Les Compagnons de la marguerite de Jean-Pierre Mocky
- 1968 : Faites donc plaisir aux amis de Francis Rigaud : l'agent de police
- 1973 : Les Gaspards de Pierre Tchernia
- 1973 : Une baleine qui avait mal aux dents de Jacques Bral : l'homme qui se fait arroser
- 1974 : Impossible... pas français de Robert Lamoureux
- 1980 : Signé Furax de Marc Simenon
- 1981 : Tête à claques de Francis Perrin : le factionnaire

### Courts-métrages
- 1962 : Heureux anniversaire de Pierre Étaix
- 1963 : La Puce de Jacques Borge

### Télévision
- 1965 : Médard et Barnabé de Raymond Bailly
- 1967 : Saturnin Belloir de Jacques-Gérard Cornu
- 1971 : Les Nouvelles Aventures de Vidocq, épisode La Caisse de fer de Marcel Bluwal
- 1972 : Au théâtre ce soir : Folie douce de Jean-Jacques Bricaire et Maurice Lasaygues, mise en scène Michel Roux, réalisation Pierre Sabbagh, Théâtre Marigny
- 1974 : Un curé de choc (26 épisodes de 13 minutes) de Philippe Arnal
- 1974 : Les Cinq Dernières Minutes de Claude Loursais, épisode Fausses notes : Doudou
- 1975 : Les Cinq Dernières Minutes, épisode, La mémoire longue de Claude Loursais : un clochard
- 1976-1978 : Minichronique, série télévisée de René Goscinny et Jean-Marie Coldefy : Émile
- 1977-1978 : Les Folies Offenbach, de Michel Boisrond
- 1979 : Le Roi Muguet de Guy Jorré : le beau-frère
- 1979 : Les Quatre Cents Coups de Virginie de Bernard Queysanne
- 1980 : Julien Fontanes, magistrat épisode Par la bande de François Dupont-Midy
- 1982 : Médecins de nuit de Gérard Clément, épisode : Le Bizutage (série télévisée) : l'homme de l'interphone
- 1982 : Les Enquêtes du commissaire Maigret de Jean-Jacques Goron (série télévisée), épisode : Maigret et les Braves Gens'
- 1984 : Les Enquêtes du commissaire Maigret, épisode : La Patience de Maigret d'Alain Boudet : le directeur de la PJ

## Théâtre
- 1959 : La Revue de l'Alhambra de Paris, de Roger Pierre et Jean-Marc Thibault, chorégraphie Don Lurio, musique Claude Stiermans au Théâtre des Célestins
- 1961 : Les Pupitres, de Raymond Devos, mise en scène de l'auteur au théâtre Fontaine
- 1967 : Extra-Muros, de Raymond Devos, mise en scène de l'auteur au théâtre des Variétés
- 1972 : Folie douce, de Jean-Jacques Bricaire et Maurice Lasaygues, mise en scène Michel Roux au théâtre Marigny
- 1973 : Scandale à Chinon, d'Anthony Marriott et Alistair Foot, adaptation de Jean Cau, mise en scène de Michel Roux au théâtre Fontaine
- 1973 : Le Médecin malgré lui, de Molière, mise en scène Jean-Marc Thibault au Théâtre Firmin Gémier
- 1974 : Croque-monsieur, de Marcel Mithois, mise en scène Jean-Pierre Grenier au théâtre Saint-Georges
- 1979 : Remarie-moi, de Nicole de Buron, mise en scène Michel Roux au théâtre Daunou
- 1982 : Roméo et Juliette, de Lope de Vega, mise en scène André Billies au théâtre en Rond : Belardo et Libio
- 1984 : Banco !, d'Alfred Savoir, mise en scène Robert Manuel au théâtre de la Michodière : le commissaire